# Salala, Oman

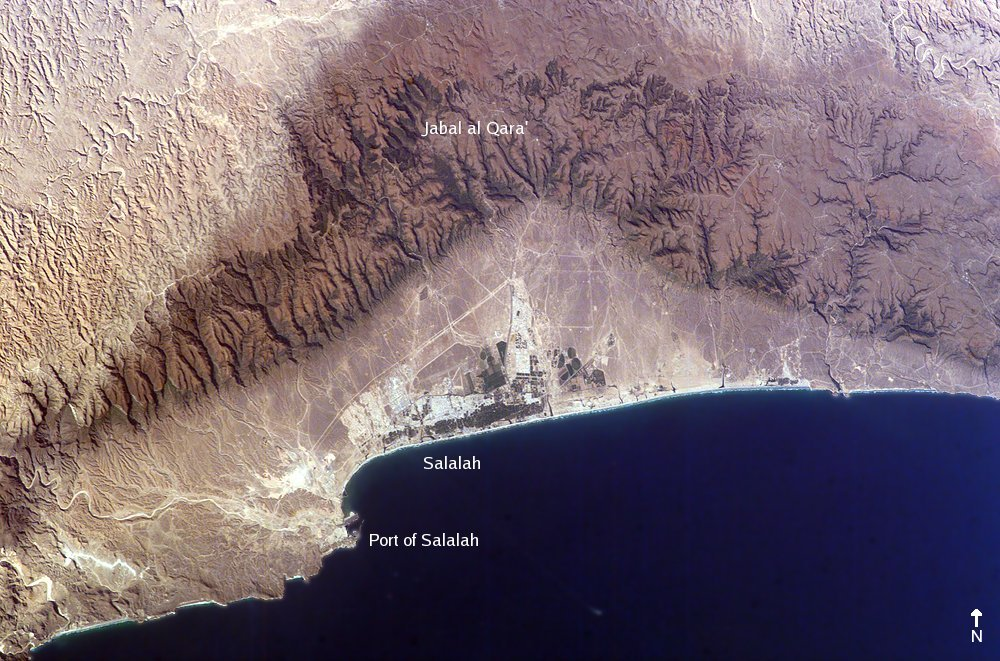
Salala från rymden, november 2004.

Salala (arabiska: صلالة) är en stad i södra Oman. Den är huvudort i provinsen Dhofar vid kusten mot Arabiska havet. Det distrikt (wilaya) som hör till staden har 171 333 invånare (2006). Salala är en av landets folkrikaste städer, och är den största staden i Oman utanför huvudstaden Muskats provins. Staden har ett stort antal utländska invånare, företrädesvis från Pakistan, Indien, Bangladesh och Sri Lanka.
Trots att staden ligger nära öknen har den ett tropiskt klimat med en regnig monsunperiod mellan juni och september. Många turister lockas till Salala på grund av klimatet och den omgivande naturen.
Tack vare sitt läge på vägen mellan Afrika och Asien är Salala en viktig hamnstad.

## Kända personer från Salala
- Fawzi Bashir (1984–), fotbollsspelare